# Liberty Tree Foundation

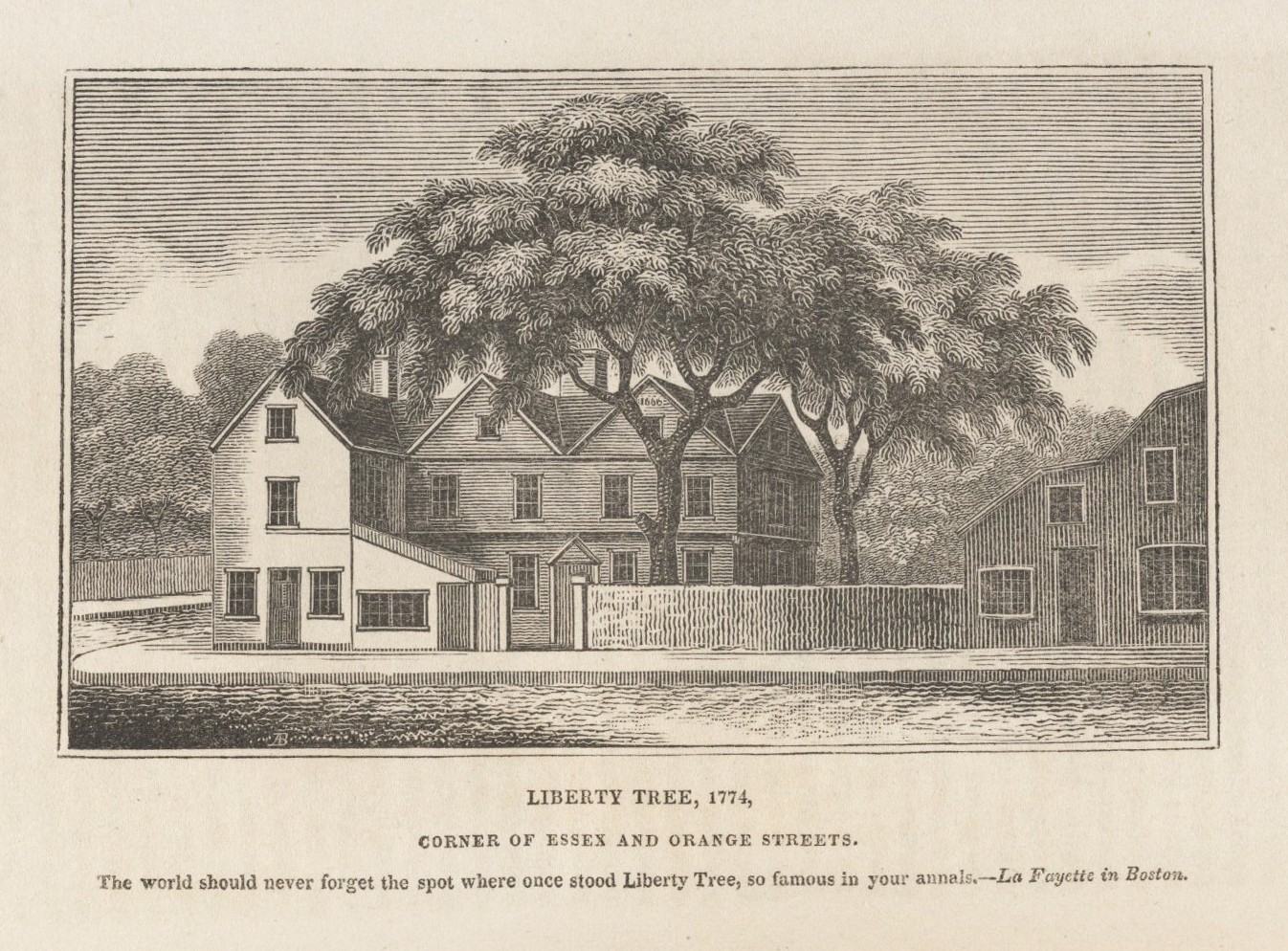
Liberty Tree, en illustration från 1825.

Liberty Tree Foundation är en amerikansk icke-statlig organisation som har sin grund i den amerikanska revolutionen och strävan efter en verklig demokrati. Deras syfte är att främja en bred demokratirörelse i USA.
Frihetsträdet var planterat i Boston omkring 1750 och blev en mötesplats för ett hemligt sällskap. Sons of Liberty planerade en revolution mot de brittiska kolonialherrana för att införa demokrati i Amerika.
Den nya rörelsen lyfter fram rösträttshjältar och stödjer gräsrotsrörelser som arbetar för demokrati. De första åren arbetade man med tre projekt:
- Cities for people – Försvara lokal demokrati och förbjuda företag att påverka kommunens prioriteringar.
- Community Power 2002 – Internationella konferenser med temat Lokal demokrati.
- No more Stolen Elections 2004 – Försvara rösträtt för alla, reformera elektorssystemet

År 2009 började man se över USA:s konstitution och startade en organisation Move to amend för att ta fram ett tillägg i konstitutionen för att säkra demokratiska rättigheter.